# リッチー・ジェームス・エドワーズ
リッチー・エドワーズ（Richey Edwards、出生名：リチャード・ジェームズ・エドワーズ (Richard James Edwards), 1967年12月22日 - 1995年2月1日失踪、2008年11月23日死亡宣告）は、イギリス・ウェールズ出身のミュージシャン、作詞家。ロックバンド、マニック・ストリート・プリーチャーズに在籍したギタリスト、作詞家として最もよく知られる。

## 略歴

### 生い立ち
1969年、ウェールズの町ブラックウッドに生まれる。少年時代から後のバンドメイトとなるニッキー・ワイアー、ジェームス・ディーン・ブラッドフィールド、ショーン・ムーアら3人と仲良くなり、好きな音楽について語り合うなどグループで行動するようになる。リッチーは高校卒業後にスウォンジー大学に進学し政治歴史学の学位を取得し卒業した。

### マニックスのメンバーとして
ジェームス、ニッキー、ショーンの3人は結成時からマニックスのメンバーだったが、リッチーは当初バンドの運転手やローディーを務めていた。1988年に当時メンバーだったフリッカーが脱退し、リッチーはリズムギタリスト・作詞家としてバンドに加入。バンドは1991年にメジャーデビューを果たした。
同年5月15日、当時「アルバム1枚のみをリリースして世界各国で1位になって解散する」などと大言壮語するマニックスに対して疑問を抱いていたスティーヴ・ラマック（NME記者）は、ライヴ後のリッチーに対しバンドの気構えを尋ねた。するとリッチーは所持していた剃刀で「4REAL（本気だ）」と左腕に傷をつけ、18針を縫う大怪我を負う。これが後に伝説となった4REAL事件である。このようにリッチーは思想的・精神的支柱としてバンドでの存在感を強めていく。

### 精神的トラブル
だが、リッチーは次第にうつ病や自傷行為（主にリストカットやタバコの火を腕に押し付けるなど）に加え、ドラッグ・アルコール依存など様々な問題を抱えるようになる。1994年リリースの3rdアルバム『ホーリー・バイブル』は、作詞の約8割を手がけたリッチーによる陰惨且つ絶望的な歌詞が多くを占めている。リッチーは『ホーリー・バイブル』リリース後に薬物更生施設であるプライオリーに入所。バンドはスリーピース体制でアルバムのプロモーション・ツアーを行い、レディング・フェスティバルやT in the Parkなどのロックフェスティバルに参加した。
プライオリー出所後は再び4人体制でスウェードやセラピー?らと共にヨーロッパツアーに繰り出すが、1994年12月21日にロンドンのアストリアで行われたライヴが、リッチーが出演する最後の公演となった。

## 失踪
アメリカツアーへ向かう予定日であった1995年2月1日、リッチーはジェームスと共に宿泊していたホテルから失踪する。その後も彼は見つからず、バンドは解散も視野に入れるが、リッチーの家族から懇願もあり、バンドは活動を継続。バンドはリッチー失踪後に国民的バンドとして人気を集めていく。リッチー失踪から13年後の2008年11月23日に死亡宣告が出された。